# 巨螯束腰蟹
巨螯束腰蟹（学名：Somanniathelphusa megachelus）为束腹蟹科束腰蟹属的动物。在中国大陆，分布于广西等地，一般栖息于水溪旁泥洞中。其生存的海拔上限为500米。